# Barry Castle
Barry Castle ist eine Burgruine in Wales. Die als Kulturdenkmal der Kategorie Grade II* klassifizierte und als Scheduled Monument geschützte Anlage liegt in der Stadt Barry im südwalisischen Vale of Glamorgan.

## Geschichte
Zu Beginn der normannischen Eroberung von Wales erhielt gegen Ende des 11. Jahrhunderts der normannische Ritter Odo Grundbesitz in Pembrokeshire und Glamorgan. Zur Sicherung seiner Besitzungen in Glamorgan errichtete er anstelle einer Ruine aus der Römerzeit eine erste Burg mit Erd- und Holzbefestigungen. Sein Enkel, der bekannte Kirchenpolitiker und Schriftsteller Gerald de Barri, berichtet, dass sich seine Familie nach der Burg und Siedlung de Barri nannte. Hauptsitz der Familie wurde das nahe gelegene Manobier Castle, später errichtete die Familie in Irland Barryscourt Castle. Gegen Ende des 13. Jahrhunderts begann Lucas de Barry die Erd- und Holzbefestigung durch ein befestigtes steinernes Herrenhaus zu ersetzen. Während der Revolte des Walisers Llywelyn Bren wurde die Burg 1316 schwer beschädigt. John de Barry baute die Burg wieder auf und erweiterte sie durch den Bau einer Wohnhalle und eines Torhauses.
Bereits im 16. Jahrhundert war Barry Castle verlassen und verfiel. Vermutlich während des Englischen Bürgerkriegs wurde das Torhaus kurzzeitig instand gesetzt, doch nach dem Bürgerkrieg verfiel die Anlage weiter. Heute wird die Ruine von Cadw und der Stadtverwaltung von Barry instand gehalten und ist frei zugänglich.

## Anlage
Die kleine rechteckige Burg war von einer Mauer umschlossen. Innerhalb der Mauer standen zwei steinerne Gebäude, von denen heute aber keine sichtbaren Reste erhalten sind. Erhalten sind die Ruinen des kleinen Torhauses und eines daneben liegenden Wohngebäudes an der Südseite der kleinen Anlage. Das zweigeschossige Torhaus besaß eine gewölbte Tordurchfahrt und war mit Zugbrücke und Fallgitter geschützt. Der Raum über der Tordurchfahrt diente vermutlich als Kapelle. Von dem links neben dem Torhaus gelegenen Gebäude ist noch die Außenmauer erhalten. Das Erdgeschoss besitzt Bogenschießscharten, im Obergeschoss lag die mit einem Kamin versehene Wohnhalle, die ursprünglich ein Schieferdach besaß. Eine enge, in der Mauer eingelassene Treppe führte zu einem Wehrgang auf der südlichen Mauer, der zu dem Torhaus führte.
Die Ruine der Burg liegt im Stadtzentrum von Barry auf einem kleinen Hügel nördlich der Grünanlage Romilly Park.